# Jun Maeda
Jun Maeda (jap. 麻枝 准 Maeda Jun; ur. 3 stycznia 1975) – japoński pisarz i kompozytor; współzałożyciel studia Key. Miał ogromny wkład w pisanie scenariuszy i komponowanie utworów muzycznych do gier tego studia. Jest uznawany za pioniera gatunku powieści wizualnych, zwłaszcza nurtu nakigē (jap. 泣きゲー; „gry wywołujące łzy”). Pochodzący z prefektury Mie, ukończył liceum w Mie i studia z psychologii na Uniwersytecie Chukyo w Aichi. Na początku swojej kariery pracował w studiu Tactics przy produkcji dwóch gier: Moon. oraz One: Kagayaku kisetsu e. Po założeniu studia Key pracował nad takimi tytułami jak Kanon, Air, Clannad czy Little Busters!, a także serialami anime – Angel Beats!, Charlotte i Kami-sama ni natta hi. Napisał także scenariusz do mangi Hibiki’s Magic.

## Życiorys

### Młodość
Jun Maeda zainteresował się pisarstwem już w młodym wieku; kiedy uczęszczał do szkoły podstawowej, napisał swoją pierwszą grę paragrafową. Początkowo czerpał inspiracje z serii GrailQuest, autorstwa J.H. Brennana, szczególnie z jej dwóch pierwszych części, które uznał za wyjątkowo interesujące. W gimnazjum pisał do gazetki szkolnej i publikował na jej łamach krótkie opowiadania. Podczas nauki w liceum zaczął pisać teksty do piosenek i samodzielnie komponować utwory muzyczne. To właśnie wtedy zaczął szczególnie interesować się gatunkiem fantasy. Studiując na Uniwersytecie Chukyo, zdołał zamieścić kilka opowiadań w formie light novel w magazynie The Sneaker, wydawanym przez Kadokawa Shoten.

### Wczesna kariera
Wciąż jeszcze uczęszczając na uniwersytet, Maeda postanowił, że zostanie kompozytorem muzyki do gier komputerowych i zapragnął pracować w dużych firmach, takich jak Namco czy Capcom, ale jego zamierzenia się nie powiodły. Ponosząc klęskę podczas szukania pracy jako kompozytor, Maeda zdecydował się na zmianę branży, na scenarzystę gier komputerowych. W połowie lat 90. XX wieku, autorzy scenariuszy do „zwyczajnych” gier byli z reguły niedoświadczeni, więc Maeda postanowił spróbować szczęścia jako scenarzysta gier z gatunku eroge. W zaledwie miesiąc napisał trzystu stronicową historię erotyczną i spróbował sprzedać ją firmie AliceSoft, producentowi słynnej serii Rance, ale ostatecznie zatrudnił się w firmie Scoop. Jako jeden z jej pracowników, w 1997 został głównym scenarzystą pierwszego tytułu tego producenta – Chaos Queen Rōko. Maeda nie był jednak zadowolony ze swojego środowiska pracy i zrezygnował z pracy w Scoop wkrótce po ukończeniu gry.

### Praca w Tactics i Key
Po opuszczeniu Scoop w 1997 Maeda zatrudnił się w nowo powstałym studiu Tactics, podlegającym wydawcy Nexton. Zaczął pisać scenariusz i komponować muzykę do drugiego tytułu tego studia, Moon., a następnie został scenarzystą trzeciej gry Tactics – One: Kagayaku kisetsu e w 1998. Zdawszy sobie sprawę, jak dobrze przyjęte przez krytykę zostały obie gry, Maeda oraz część innych osób pracujących nad Moon. i One, w tym Itaru Hinoue, Shinji Orito, Naoki Hisaya i OdiakeS, opuściło Tactics i zaczęło pracować dla spółki wydawniczej Visual Art's, pod której skrzydłami założyło własne studio, Key.
Po założeniu Key Maeda pracował nad muzyką i scenariuszem do ich pierwszej produkcji, Kanon, wydanej w 1999, która osiągnęła ogromny sukces i zyskała znaczącą popularność na japońskim rynku gier eroge. Oprócz Maedy sporą część scenariusza Kanon napisał Naoki Hisaya, opuścił on jednak Key wkrótce po ukończeniu gry. Następnie Maeda ponownie zajął się scenariuszem, tym razem do kolejnej gry, Air, skomponował też do niej ścieżkę dźwiękową oraz napisał słowa piosenek.
Cztery lata później, w 2004, Key wydał swoją trzecią grę, Clannad. Większość scenariusza została napisana przez Maedę; w sumie włożył on około 75% pracy wymaganej do ukończenia całości. W tym samym roku Maeda zaczął też pisać swoją pierwszą mangę, zatytułowaną Hibiki’s Magic, której scenariusz oparł na krótkim opowiadaniu, które napisał jeszcze jako student. W 2005 pracował nad muzyką i scenariuszem do Tomoyo After: It's a Wonderful Life, piątej gry Key, a następnie nad innym tytułem studia – Little Busters!, wydanym w 2007, gdzie również zajął się zarówno ścieżką dźwiękową, jak i stroną fabularną. W lutym tego samego roku Maeda oświadczył na łamach magazynu Comptiq, że po ukończeniu Little Busters!, nie będzie już dłużej pracował jako scenarzysta do kolejnych gier. Jednakże w wywiadzie z grudnia 2007 dla czasopisma Dengeki G’s Magazine, powiedział, iż nadal będzie zajmował się komponowaniem muzyki dla tytułów studia Key.
W 2007 Maeda skomponował także utwór końcowy do gry Himawari no Chapel de kimi to dla studia Marron oraz był jedną z osób pracujących nad muzyką do wydanej w lipcu 2008, gry 5 od studia Ram. Maeda współpracował z Na-Gą, studiem P.A. Works oraz firmą Aniplex przy tworzeniu anime Angel Beats! jako projektant i scenarzysta, a także jako kompozytor. Brał udział w pracach nad dziewiątym tytułem studia Key, Rewrite, jako kompozytor oraz kontroler jakości. W 2010 rozpoczął pracę nad 6-częściową powieścią wizualną Angel Beats!, jednak wydana została tylko pierwsza z nich. W 2015 ponownie nawiązał współpracę ze studiem P.A. Works oraz firmą Aniplex, aby napisać scenariusz i skomponować muzykę do serialu anime Charlotte. Pod koniec roku opracował też wstępny szkic gry Summer Pocket, przy której tworzeniu pracował później jako kompozytor.
W lutym 2016 trafił do szpitala z ostrą niewydolnością serca. Lekarze zdiagnozowali u niego idiopatyczną kardiomiopatię rozstrzeniową i został wpisany na listę oczekujących na przeszczep serca.
W 2017 rozpoczął pisanie scenariusza do mangi Angel Beats! The Last Operation. W 2019 zapowiedziana została gra mobilna RPG Heaven Burns Red, w której Maeda jest głównym twórcą scenariusza i muzyki. Maeda ponownie zaangażował się w prace nad anime w 2020, tworząc scenariusz do serialu Kami-sama ni natta hi.

## Motywy wykorzystywane w scenariuszach
W powieściach wizualnych tworzonych przez Maedę wciąż powracającym motywem jest pojęcie rodziny, a także więzi łączących poszczególnych jej członków. W znacznej mierze przeważają matczyne więzi we wzajemnych zależnościach pomiędzy matką a córką, co szczególnie silnie widoczne jest w Kanon, Air i Clannad. Jednakże w jednym ze swoich najwcześniejszych dzieł, Moon., Maeda zobrazował konflikt między żeńską protagonistką a jej zmarłą matką. Z drugiej strony, rzadko wchodzi on w szczegóły, pisząc o stosunkach ojca z synem, czego jedynym wyjątkiem jest Clannad. Kolejny motywem przewijającym się w dziełach Juna Maedy jest realizm magiczny, czyli dodawanie elementów fantastycznych do historii, która z pozoru wydaje się zupełnie zwyczajna tak jak pomysł iluzyjnego świata w Clannad albo występowanie magii w Air. Wykorzystana w One: Kagayaku kisetsu e koncepcja „przełączania” pomiędzy rzeczywistością a mistycznym Wiecznym Światem została porównana do opowiadania Koniec Świata i Hard-boiled Wonderland, autorstwa Harukiego Murakami, wykorzystującego podobną dwudzielność świata rzeczywistego i fantastycznego.
Po ukończeniu gry Moon. z jej melancholijną fabułą Maeda postanowił rozwinąć koncepcję nakigē („gier wywołujących łzy”), zaczynając od One: Kagayaku kisetsu e i kontynuując ją w następnych produkcjach. Nakigē jest rodzajem gry bishōjo, która powoduje u gracza wzruszenie losami bohaterów i przez to znacznie silniej i bardziej dogłębnie wpływa na odbiorcę. Pracując nad Kanon z tym samym celem, Maeda zamieścił przygnębiające elementy w historiach dwóch żeńskich postaci, których scenariuszami się zajmował: Makoto Sawatari i Mai Kawasumi.

## Muzyka
Jun Maeda komponuje i pisze słowa do piosenek i muzyki tła wykorzystywanych w grach, nad którymi pracuje. Będąc jeszcze w Tactics, skomponował jeden utwór do Moon., ale nie zajmował się muzyką do One: Kagayaku kisetsu e. W Key Maeda pracował nad ścieżką dźwiękową do wszystkich tytułów studia z wyjątkiem Planetarian: Chiisana hoshi no yume. Zarówno skomponował, jak i ułożył tekst do końcowego utworu w anime Clannad oraz do czołówki anime Clannad: After Story – obie piosenki oparł na skomponowanych przez siebie wcześniej utworach z powieści wizualnej. Muzyka tworzona przez Maedę dla studia Key wydawana jest przez wytwórnię muzyczną Key Sounds Label. W tej wytwórni Maeda skomponował trzy single i jeden album ze wszystkimi utworami swojego autorstwa, w tym: „Natsukage / Nostalgia”, „Birthday Song, Requiem”, „Spica/Hanabi/Moon”, a także „Love Song”; pierwsze trzy zostały zaśpiewane przez Lię, a ostatnia przez Riyę.
Maeda napisał i skomponował piosenkę „Doll” – pierwszą wykonała Lia, natomiast drugą Aoi Tada – a także „Human”, również zaśpiewaną przez Lię; obu wersji „Doll” użyto jako głównych motywów końcowych dla drugiego sezonu anime Gunslinger Girl w 2008, a „Human” został wykorzystany w ostatnim odcinku. Pierwsza praca Maedy jako głównego kompozytora nastąpiła również w 2008, kiedy skomponował 20 utworów BGM dla powieści wizualnej 5 studia Ram. Jest również autorem jej głównych motywów muzycznych – początkowego i końcowego. W 2011, Maeda założył swoją własną wytwórnię muzyczną Flaming June, której pierwszym tytułem był singiel „Killer Song”, wykonany przez Nagi Yanagi i wydany w grudniu 2011. 25 kwietnia 2012, Flaming June wydał wspólnie z Yanagi album pod tytułem Owari no Hoshi no Love Song.
Po pobycie w szpitalu powrócił do tworzenia własnej muzyki – w lipcu 2017 ukazał się jego album Long Long Love Song z piosenkami śpiewanymi przez Anri Kumaki, a w grudniu – Hikikomori Songs zespołu Satsubatsu Kids, który założył wspólnie z Hyonem. Rok później wydany został singel Satsubatsu Kids – Dis-Love Song.
W 2020 Maeda skomponował i napisał tekst do utworów czołówki i tyłówki serialu anime Tamayomi – „Never Let You Go!” i „Plus Minus Zero no Hōsoku”.